# Стам, Боб
Боб Стам (нидерл. Bob Stam; 6 августа 1918, Гаага — 16 апреля 1986, Гаага) — нидерландский футболист и тренер. Футбольную карьеру начинал игроком любительского клуба ДЭНО, а в 1935 году дебютировал за клуб ВЮК. В сезоне 1943/1944 вместе с этим клубом он выиграл чемпионат первого класса второй западной группы.
За национальную сборную Нидерландов Стам провёл четыре товарищеских матча. Дебютировал 26 февраля 1939 года в игре против Венгрии, завершившейся победой нидерландцев со счётом 3:2. Последнюю игру он провёл 17 марта 1940 года против Бельгии.
Завершив игровую карьеру Боб тренировал различные футбольные команды из Гааги. Старший брат Боба Фритз Стам тоже был тренером, руководил командами ВЮК (Гаага) и ДСО (Зутермер).

## Статистика

### Матчи Стама за сборную Нидерландов
| Матчи Стама за сборную Нидерландов | Матчи Стама за сборную Нидерландов | Матчи Стама за сборную Нидерландов | Матчи Стама за сборную Нидерландов | Матчи Стама за сборную Нидерландов | Матчи Стама за сборную Нидерландов |
| ---------------------------------- | ---------------------------------- | ---------------------------------- | ---------------------------------- | ---------------------------------- | ---------------------------------- |
| №                                  | Дата                               | Соперник                           | Счёт                               | Голы Стама                         | Соревнование                       |
| 1                                  | 26 февраля 1939                    | Венгрия                            | 3:2                                | —                                  | Товарищеский матч                  |
| 2                                  | 19 марта 1939                      | Бельгия                            | 4:5                                | —                                  | Товарищеский матч                  |
| 3                                  | 7 мая 1939                         | Швейцария                          | 1:2                                | —                                  | Товарищеский матч                  |
| 4                                  | 17 марта 1940                      | Бельгия                            | 1:7                                | —                                  | Товарищеский матч                  |

Итого: 4 матча / 0 голов; 1 победа, 0 ничьих, 3 поражения.